# 10837 Yuyakekoyake
10837 Yuyakekoyake è un asteroide della fascia principale. Scoperto nel 1994, presenta un'orbita caratterizzata da un semiasse maggiore pari a 2,6623866 UA e da un'eccentricità di 0,0682392, inclinata di 21,84447° rispetto all'eclittica.